# Transtrands distrikt
Transtrands distrikt är ett distrikt i Malung-Sälens kommun och Dalarnas län. Distriktet ligger i och omkring Sälen och Transtrand i nordvästra Dalarna och gränsar till Norge. 

## Tidigare administrativ tillhörighet
Distriktet inrättades 2016 och utgörs av Transtrands socken i Malung-Sälens kommun.
Området motsvarar den omfattning Transtrands församling hade vid årsskiftet 1999/2000.

## Tätorter och småorter
I Transtrands distrikt finns två tätorter och två småorter.

### Tätorter
- Sälen
- Transtrand

### Småorter
- Lindvallen
- Sörsjön